# Darja Sjkurichina
Darja Valerjevna Sjkurichina (ryska: Дарья Валерьевна Шкурихина), född den 3 oktober 1990 i Kazan i Tatariska ASSR i Sovjetunionen (nu Tatarstan i Ryssland), är en rysk gymnast.
Hon tog OS-guld i rytmisk gymnastik för trupper i samband med de olympiska gymnastiktävlingarna 2008 i Peking.